# Uddevalla revir
Uddevalla revir var ett skogsförvaltningsområde inom Västra överjägmästardistriktet, Göteborgs och Bohus län, som omfattade Vette, Tanums, Bullarens, Sörbygdens, Kville, Tunge, Sotenäs, Stångenäs, Lane och Inlands Fräkne härader samt Hjärtums socken av Inlands Torpe härad liksom den del av kronoparken Ström, som var belägen i Västerlanda socken. Reviret, som var indelat i fyra bevakningstrakter, omfattade 1915 en areal av 19 605 hektar allmänna skogar, varav 15 kronoparker med 9 894 hektar.